# Central Vehicles Conversions
Central Vehicle Conversions (C.V.C.) Limited war ein britischer Hersteller von Automobilen.

## Unternehmensgeschichte
Bob Williams gründete am 12. August 1985 das Unternehmen in Ravenstone in der Grafschaft Leicestershire. John Fitzpatrick stand ihm zur Seite. Die Verbindung zu RW Services ist unklar. Er begann mit der Produktion von Automobilen und Kits. Der Markenname lautete Bedouin. 1987 endete die Produktion. Insgesamt entstanden etwa 20 Exemplare.

## Fahrzeuge
Die Basis der Fahrzeuge bildete ein Fahrgestell von Citroën. Hauptsächlich handelte es sich um Fahrgestelle vom 2 CV, doch konnten jene von Dyane und Ami 6 genauso verwendet werden. Darauf wurde eine Karosserie in Form eines kleinen Kombinationskraftwagens gesetzt. Die Karosserie bestand anfangs aus Sperrholz und später aus Fiberglas. Der Zweizylinder-Boxermotor war vorne im Fahrzeug montiert und trieb die Vorderräder an.
Das Fahrzeug wird als britisches Äquivalent zum Citroën Méhari bezeichnet.